# ديبورا ليونز

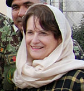
ليون في قندهار عام 2014

ديبورا ليونز دبلوماسية كندية، سفيرة كندا السابقة لدى إسرائيل. قبل ذلك كانت سفيرة كندا في أفغانستان. كانت رئيسة البعثة في سفارة كندا في أفغانستان. كانت السفيرة الوحيدة في كابل. في 19 تموز (يوليو) 2016، عُينت سفيرة لكندا في إسرائيل. ساعدت في كشف النقاب عن نصب تذكاري للحراس في سفارتها الذين قتلوا خلال هجوم كابل على حراس السفارة الكندية [الإنجليزية].
في 24 مارس 2020، عين الأمين العام للأمم المتحدة أنطونيو غوتيريش ليونز ممثلًا خاصًا له ورئيس بعثة الأمم المتحدة لمساعدة أفغانستان (يوناما)، لتحل محل تاداميشي ياماموتو [الإنجليزية].
حصلت ليونز على درجة البكالوريوس في الآداب من جامعة نيو برونزويك وأكملت دراساتها في كلية الدفاع الوطني الكندية.